# Золотая антилопа
«Золотая антилопа» — советский рисованный мультфильм 1954 года режиссёра Льва Атаманова по мотивам индийских сказок. Снят в технике ротоскопирования.

## Сюжет

Мальчик встречает Золотую антилопу. Кадр из мультфильма

Раджа и его слуги преследуют волшебную антилопу, способную ударом своих копыт высекать золото. Её прячет крестьянский мальчик-сирота и хитростью направляет раджу со всей его свитой по ложному пути. Антилопа благодарит мальчика и говорит ему, где он сможет её найти, когда ему самому понадобится помощь. Это видит слуга раджи, отставший от остальных, и требует, чтобы мальчик рассказал ему, где живёт антилопа. Никакие уговоры не помогают, и тогда слуга решает действовать через силу, но на помощь мальчику приходят обезьянки, которые обстреливают слугу большими кокосами. Слуга отступает с угрозами, что пожалуется радже.
Чуть позже раджа во дворце сетует на своё положение: у каждого властелина по соседству есть что-нибудь волшебное, и только у него ничего нет. Слуга рассказывает о мальчике, и раджа приказывает доставить его к себе. Когда слуга с воинами находят мальчика, из леса выходит тигр. Воины забираются на пальму, а слуга остаётся перед тигром один на один. Увидев это, мальчик садится на своего быка и прогоняет тигра. Однако вместо благодарности слуга велит воинам схватить его. Во дворце слуга лжёт, будто мальчик напал на него, и за это раджа налагает на мальчика штраф — 10 золотых монет. Мальчик говорит, что у него нет таких денег, однако раджа непреклонен и ставит ему жестокое условие: если к восходу солнца штраф не будет уплачен, он лишится головы. Своего слугу раджа посылает проследить за мальчиком, так как уверен, что он пойдёт к антилопе.
По пути мальчик спасает птенцов от кобры, вызволяет из глубокой ямы двух тигрят и вытаскивает у слона копьё из ступни. В благодарность животные помогают ему быстрее добраться до антилопы. Узнав причину визита, антилопа даёт ему 10 золотых монет, а также просит сделать из бамбука дудочку, чтобы мальчик мог вызвать её, когда ему понадобится. В конце, понимая, что мальчик не успеет к положенному времени самостоятельно, она предлагает подвезти его. Слуга же вынужден бежать обратно вслед за ними далеко позади.
Тем временем наступает утро. Раджа в ожидании ходит по балкону. Наконец мальчик приносит ему деньги, и раджа начинает настойчиво уговаривать, чтобы мальчик выдал ему антилопу. Он даже коварно пытается подкупить его соблазнительными обещаниями, но мальчик даже на это не соглашается, и тогда раджа приказывает отрубить ему голову. В последний момент прибегает слуга и сообщает радже о дудочке. Раджа тут же отнимает у мальчика дудочку и вызывает во дворец антилопу. Антилопа соглашается дать ему богатства и интересуется, сколько золота он хочет. Тот сразу говорит, что много. На её предостережение, что золота может оказаться слишком много, раджа и его слуги смеются, так как считают, что золота много не бывает. Тогда антилопа сообщает, что если раджа скажет: «Довольно», то всё его золото превратится в черепки. После этого она начинает бегать по дворцу, сея искры из-под копыт. Раджа падает у подножья лестницы, сшибленный монетами. Почти закопанный в золоте, он восклицает: «Довольно!», и золото тут же превращается в черепки. Раджа, заваленный черепками, просит о помощи, но все его слуги уходят из дворца прочь, говоря, что они найдут себе другого раджу.
В конце мальчик и антилопа уходят в сторону гор.

## Над фильмом работали
- Автор сценария: Николай Абрамов, Николай Эрдман (участие в сценарии)[2]в титрах не указан
- Режиссёр: Лев Атаманов
- Художники-постановщики: Александр Винокуров, Леонид Шварцман
- Художники-мультипликаторы: Владимир Арбеков, Рената Миренкова, Роман Давыдов, Василий Рябчиков, Роман Качанов, Николай Фёдоров, Вячеслав Котёночкин, Константин Чикин, Борис Чани
- Художники-декораторы: Дмитрий Анпилов, Ирина Светлица, Ольга Геммерлинг, Константин Малышев
- Композитор: Владимир Юровский
- Оператор: Михаил Друян
- Звукооператор: Николай Прилуцкий
- Второй оператор: Екатерина Ризо
- Ассистент режиссёра: Роман Качанов
- Ассистенты художника: Лана Азарх, Гражина Брашишките, Лидия Модель
- Технические ассистенты: Вера Шилина, Галина Андреева
- Монтажёр: Лидия Кякшт
- В ролях:
  - Валентина Сперантова — мальчик
  - Нина Никитина — антилопа
  - Рубен Симонов — раджа
  - Александр Грузинский — слуга раджи
  - Коля Тагунов

Оркестр министерства культуры СССР
- Дирижёр: Григорий Гамбург

## Награды
- 1955 — Почётный диплом за высокие художественные качества VII Каннского международного кинофестиваля
- 1955 — Диплом Международного кинофестиваля в Дурбане (ЮАР)
- 1955 — Диплом I Британского международного кинофестиваля в Лондоне
- 1957 — Диплом Международного кинофестиваля короткометражных фильмов в Белграде[3]

## Аудиосказка
В 1978 году сказка «Золотая антилопа» вышла в виде детской грампластинки Архивная копия от 1 июля 2016 на Wayback Machine.

## Переозвучка
В 2001 году мультфильм был отреставрирован и заново переозвучен компаниями ООО «Студия АС» и ООО «Детский сеанс 1». В новой версии была полностью заменена фонограмма, к переозвучиванию привлечены современные актёры, в титрах заменены данные о звукорежиссёре и актёрах озвучивания. Переозвучка была крайне негативно воспринята как большинством телезрителей, так и членами профессионального сообщества. Также есть восстановленная «новая редакция» киностудии имени Максима Горького в 1987 году.
Озвучивание 2001 года:
- Юльен Балмусов — раджа
- Виталий Ованесов — палач
- Владимир Конкин
- Ирина Маликова — антилопа
- Жанна Балашова — тигрица
- Татьяна Канаева — мальчик
- Борис Токарев — слон

## О мультфильме
В 50-е годы Атаманов ставит свои ставшие широко известными фильмы — сказки «Аленький цветочек» (1952) по С. Аксакову, «Золотая антилопа» (1953) по мотивам индийских сказок, «Снежная королева» (1957) по Г.-Х. Андерсену.

В своих фильмах режиссёр умеет мастерски передать национальный колорит и особенности фольклора тех стран, где создавались сказки. Так, в «Золотой антилопе» передана атмосфера индийской сказки. Не лишены сказочного обаяния образы мальчика и самой антилопы, поэтично рассказано об их бескорыстной дружбе. Образ Раджи очень выиграл от того, что его озвучивал первоклассный актёр Рубен Симонов. Фильм был дублирован во Франции и, насколько мне известно, пользовался успехом.— Асенин С.В.

В «Золотой антилопе» Раджу играл Рубен Николаевич Симонов. На него надели тюрбан, халат, и он ходил, согнувшись, руки за спину, как потом его герой на экране. Симонов много привнес в эту роль — характерную походку, жесты, интонации. Так у нас создавался внешний образ..— Из интервью художника Леонида ШВАРЦМАНА, 2003 г.

«Золотая антилопа» — настоящий анимационный шедевр … Запоминаются острые лаконичные диалоги, выразительные характеры, прежде всего образ ненасытного хитрого Раджи …— Малюкова Л.Л., 2013 г.